# Cyclothone alba
Espèce
Cyclothone alba est une espèce de poissons appartenant à la famille des Gonostomatidae.